# کارمالکا (باشقیرستان)
کارمالکا (انگلیسی: Karmalka, Republic of Bashkortostan) یک شهرک در شهرستان تویمازینسکی استان باشقیرستان کشور روسیه است.